# عقرب

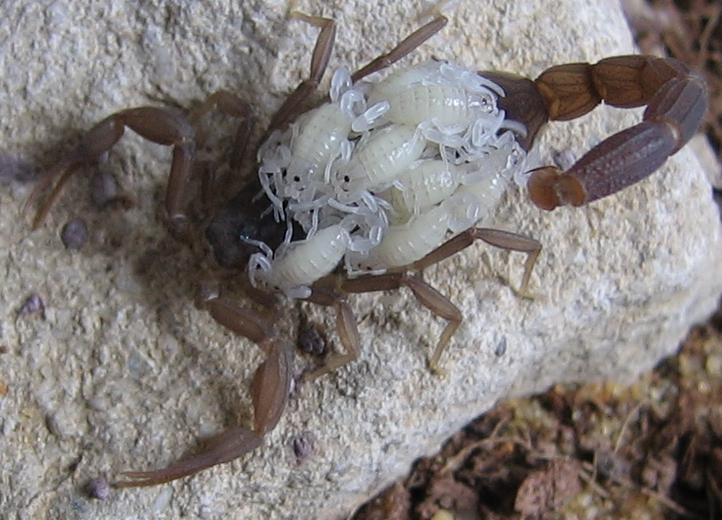
Compsobuthus werneri female with young

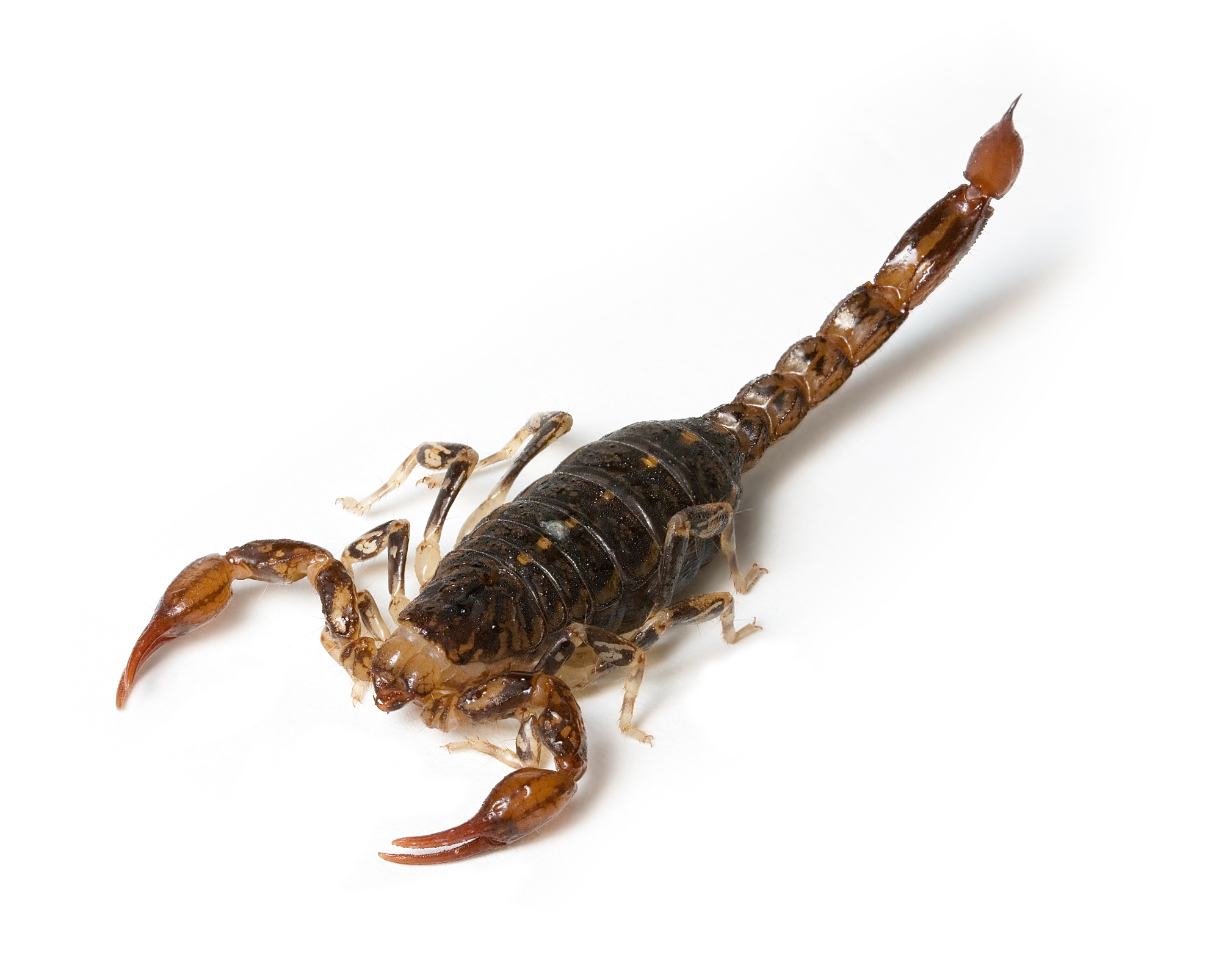
لا يعتبر سم العقرب الخشبي الأسترالي خطيرًا على البشر

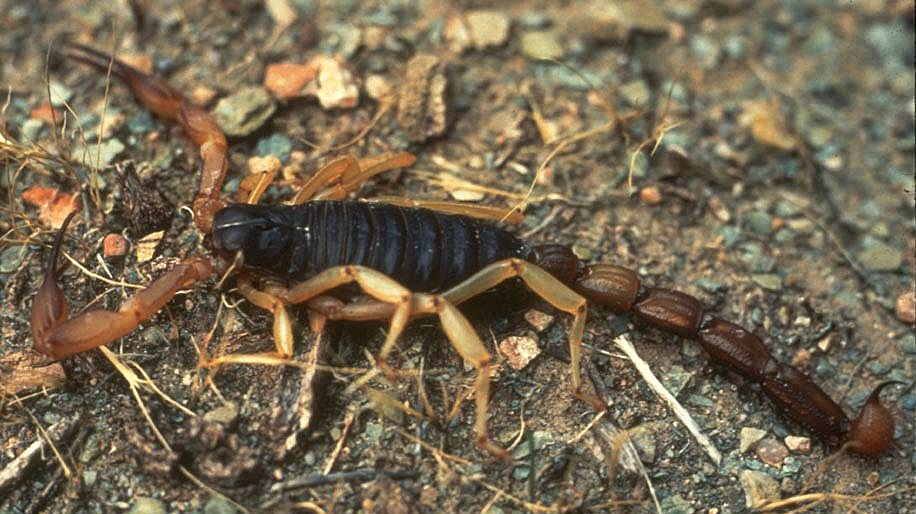
Hadrurus spadix - Iuridae, Hadrurinae

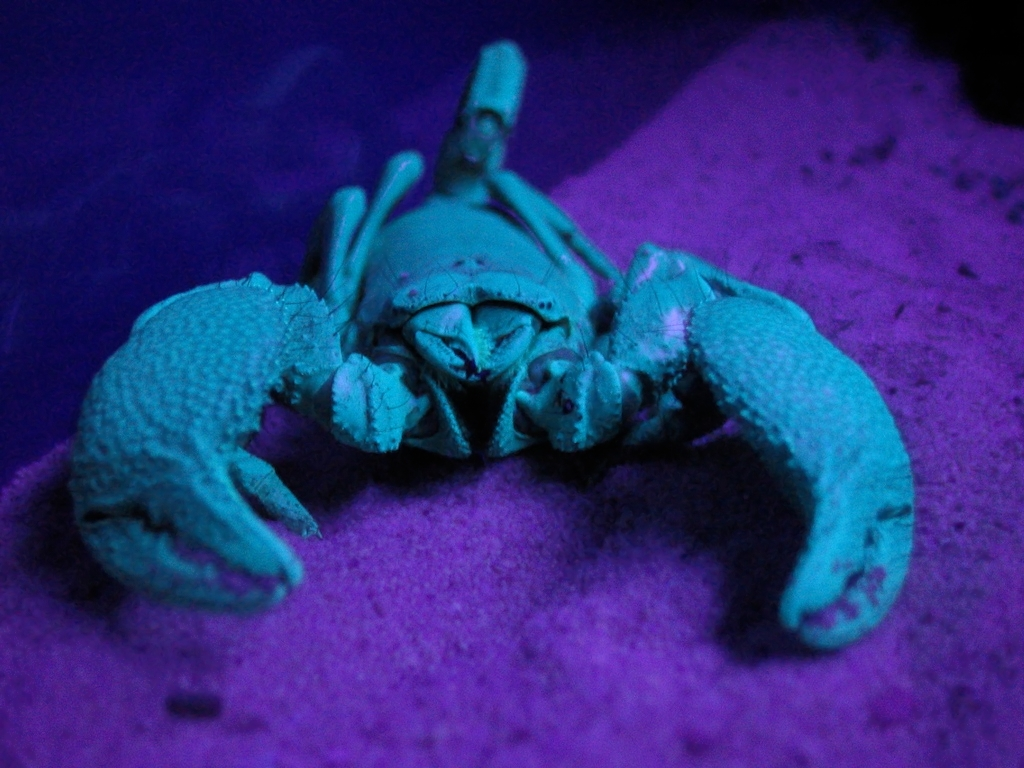
عقرب تحت ضوء أسود. في الإضاءة العادية، يظهر هذا العقرب باللون الأسود.

العقرب (أو القُصْعُل)، العقربُ للذّكر والأُنثى على السَّواء، ج. عقارب، وعِندَ التَّخصيص يُقالُ للذَّكر: عقربان، وللأُنثى: عقرباء، وعَقْرَبَة، هو جنس من الدُّوَيْبات الخبيثة السّامّة، من فصيلة الشبدعيات، رتبة العقربيات. رتبة من الحيوانات اللافقارية تنتمي إلى طائفة العنكبوتيات، له ثمانية أقدام، ويعيش في المناطق الحارة والجافّة، مختبئا في الجحور والشقوق، وتحت الحجارة والصخور، التماسًا للرطوبة، وتجنّبًا لحرارة الشمس. يوجد من العقارب في العالم حوالي 2000 نوع. معظم العقارب سامة إذ تتواجد الغدة السامة في نهاية الذيل ولدغة بعض الأنواع تعدّ خطيرة جدًّا على الإنسان مقارنة بلدغة الثعبان

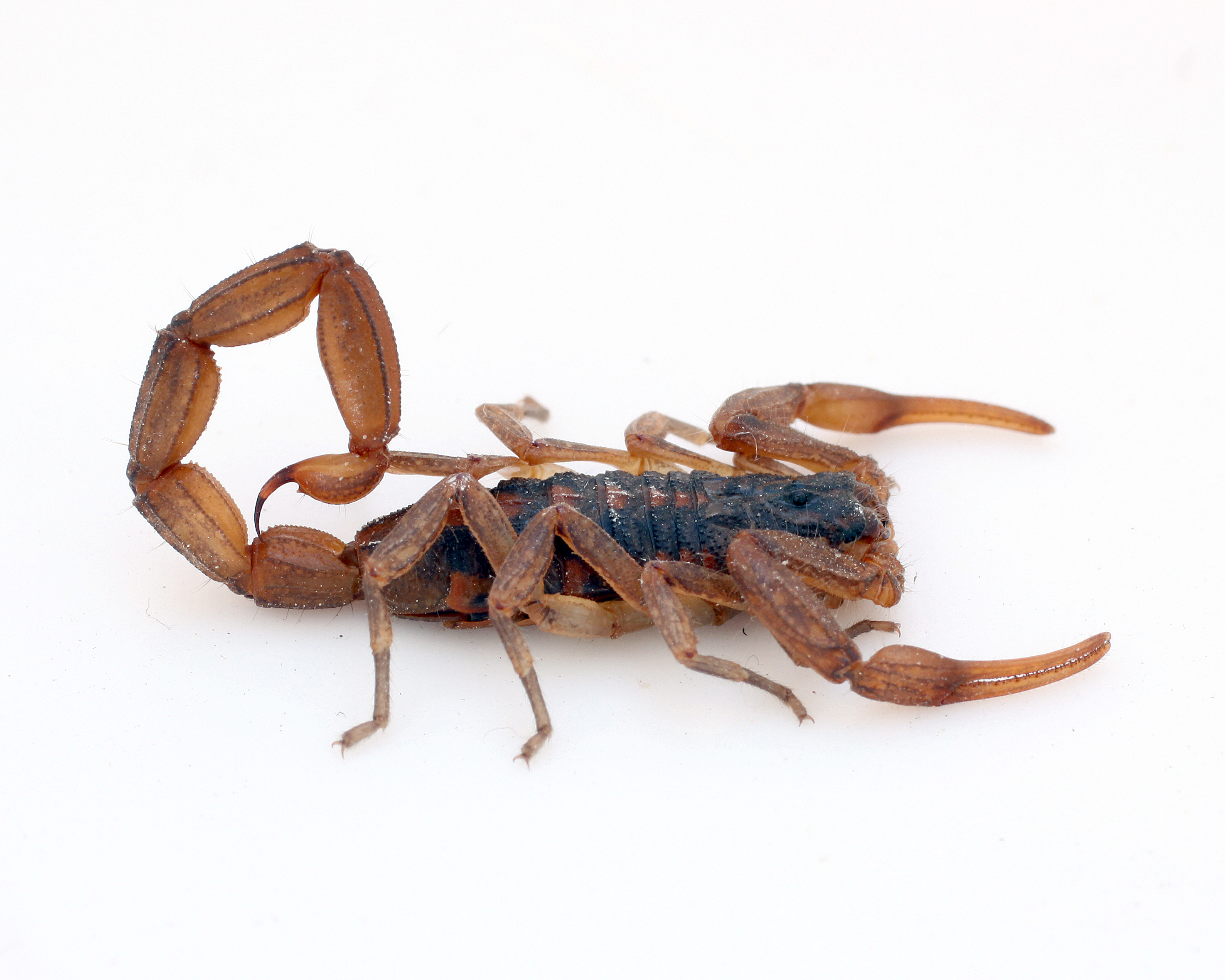
العقرب المكسيكي

## التكاثر
تتكاثر معظم العقارب بتفاعل الذكور والإناث، وإن كان العديد من أنواع العقارب تتكاثر بالتوالد البكري.
في وقت التزاوج، يبحث ذكر العقرب عن الأنثى، وعندما يجدها، يبدأ المغازلة (رقصات التزاوج). حيث أنه في بعض الأنواع تتقابل الذكور والإناث وجها لوجه، وترفع البطن وتتحرك في حلقات. ويتقرب الذكور من الإناث من خلال البدء في السير إلى الأمام وإلى الوراء. وهذه الحركات يمكن أن تدوم حوالي 10 دقائق.
العقرب الأم بحاجة إلى عدة أشهر أو حتى أكثر من سنة حتى يكتمل حملها ويحين موعد وضعها. الأنثى يمكن أن تضع في كل مرة من 2 إلى 100 من العقارب الصغيرة، تبعا لنوع العقرب.
عند الولادة تتسلق الأحداث التي لا تتجازو بضعة ملليمترات ظهر أمها. تبقى هناك وبحماية الأم كخطوة أولى وتستمر هذه المرحلة منذ الولادة وحتى الأسبوع الرابع من العمر. ومن ثم وتدريجياً تبدأ بترك ظهرها مستغنية وبشكل تدريجي عن حماية الأم لها. لا صحة لما يقال بأن الأبناء تقوم بالتهام الأم حيث أن ترعرع الأبناء على ظهرها يوحي بذلك.
يصل العقرب للنضج الجنسي في غضون 6 أشهر إلى 6 سنوات، حيث يتضاعف حجمها من 4 إلى 7 مرات أكثر. بعض الأنواع يمكن أن تعيش إلى ما يصل لـ 25 عاماً.
من المقرر أن افتراس العقارب من الحيوانات الأخرى مثل الطيور، والبرمائيات والأفاعي هو التهديد الرئيسي لحياتها على الرغم من استخدامها نفس السم المستخدم عادة لقتل ضحاياها في الدفاع عن نفسها ضد هؤلاء الأعداء، بالرغم من عدم نجاح تلك السموم دائما.
عندما تولد العقارب تكون غير مجهزة للعيش المستقل، لأنها لا تزال في المرحلة الجنينية. حيث أن أجسادها تكون ممتلئة بمادة تتحول تدريجيا لتشكل الأجهزة الداخلية وحينها تبدء بالتخلي عن الأم. وبالإضافة إلى ذلك، فإن حركتها تكون بطيئة لأن أرجلها تكون ملتصقة ببعضها وأجزاء الفك غير كاملة النمو. كل ذلك يتغير تدريجيا إلى أن يصبح عقربا بالغا.

## العقرب الأسود
أما العقرب العربي ذو الذيل السمين أو العقارب السوداء غالباً ما تتواجد أثناء النهار، تحفر الجحور وتنام فيها وفي الليل تسري للبحث عن فريسة، وتكون منتشرة في شمال أفريقيا والشرق الأوسط.
غذاؤها: عادة ماتخرج في الليل للبحث عن الفرائس فتتصارع مع الشبث، وإذا غلبته يكون فريستها. وإذا استطاع الشبث قضم ذيل العقرب انتهت المعركة لصالحهِ. وتأكل أيضاً العقارب من نفس جنسها، وكذلك العناكب، وأحياناً السحالي الصغيرة، وكذلك الخنافس بأنواعها.
- إجمالي الطول: 8-10 سم
- حواسهــا: العقارب لا ترى، ورؤيتها ضعيفة جداً، ولا تسمع ولا تشم، بل تعتمد على الذبذبات الصوتية والاهتزازات لمعرفة اتجاه فريستها.
- تعيش العقرب السوداء منفردة.

سمهــا: يتركب السم من أنزيمات ومركبات، بعضها تسبب الآلام المبرحة للملسوع.
حيث تخدر الجسم وتعطل تنفسه وتوقف ضربات قلبه.

## التشريح

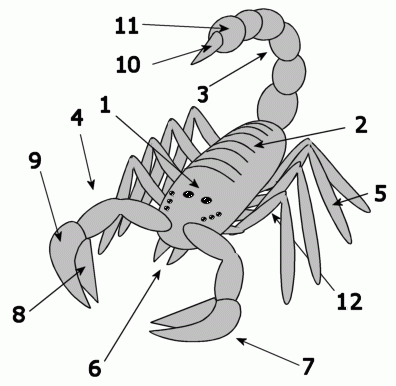
تشريح العقرب :
1 = مقدمة الرأس';
2 = البطن;
3 = الذيل;
4 = المخالب
5 = الاقدام;
6 = أجزاء الفم;
7 = كماشة;
8 = المخالب المتحركة;
9 = المخالب الثابتة;
10 = الإبرة السامة;
11 = الدبير (يلي فتحة الشرج في المفصل السابق).

يتكون جسم العقرب من الرأس والصدر كقطعة واحدة، وله أربعة أزواج من الأرجل تنتهي بمقرض صغيرة جداً، أما الذيل فيتكون من خمس حلقات ينتهي باللحمة، وهي الإبرة التي تلسع بها، ويوجدان ينتهيان بكيسين يحملان السم. وتتميز العقرب طويلة المقارض بعقلة كبيرة نسبياً تكون الثانية من بداية الذيل وتكون كحبة ألماس دائرية الشكل. ومن ناحية أخرى نجد ان الأصناف تحمل العيش مع أعضاء آخرين من نفس النوع، بل وتتحمل قدرا من الازدحام.

## الحياة والعادات
وهناك نوعان من العقارب: بعض الكائنات ليست هي اجتماعي والعيش بصورة مستقلة في عدد قليل من الفرص المقبلة على اتصال مع غيرها من العقارب. ومن خلال التزاوج فقط، خلال الفترة الجنينيه والتنمية والبكم، أو عندما يلتهم نسخة أخرى، التي يمكن أن تعدّ في نفس الوقت وجود اثنين من العقارب. ومن ناحية أخرى نجد ان الأصناف تحمل العيش مع أعضاء آخرين من نفس النوع، بل وتتحمل قدرا من الازدحام. ولا تعيش أكثر من ثلاثة دقائق.
تتغذى العقارب ليلا على الحشرات الصغيرة والعقارب الليلية تقبض على الفريسة بكماشتيها القويتين ثم تلدغها. والعقارب تلدغ للدفاع عن نفسها، وأكثر لدغاتها لا تشكل خطرا حقيقيا على الإنسان غير أن هناك بعض الأنواع الخطرة في أفريقيا الشمالية وأميركا الجنوبية وفي المكسيك قد تسبب لدغتها ألما شديدا، كما تستطيع بعض أنواع العقارب الحياة بدون ماء أو غذاء لمدة أربعة أسابيع.
العقارب غالبا ما تكون نشطة في نسبة منخفضة (بين 10 إلى 15 في المائة من المجموع يخرج ليلا بحثا عن الطعام)، ومن المتوقع عند خروجها الملاحقة بالقرب من ضحاياها، حيث تفترس عدد منها من قبل الحيوانات التي تبتلع الحشرات الليلة، ولكن عندما تنجح العقارب في الحصول على طعامها وشرابها (هذا الأخير مستمده من السدود والرطوبة الجوية) بنسبة كافية تبقى خافية فترات طويلة في جحورها، الأمر الذي قد يصل إلى عدة أشهر.

## السم

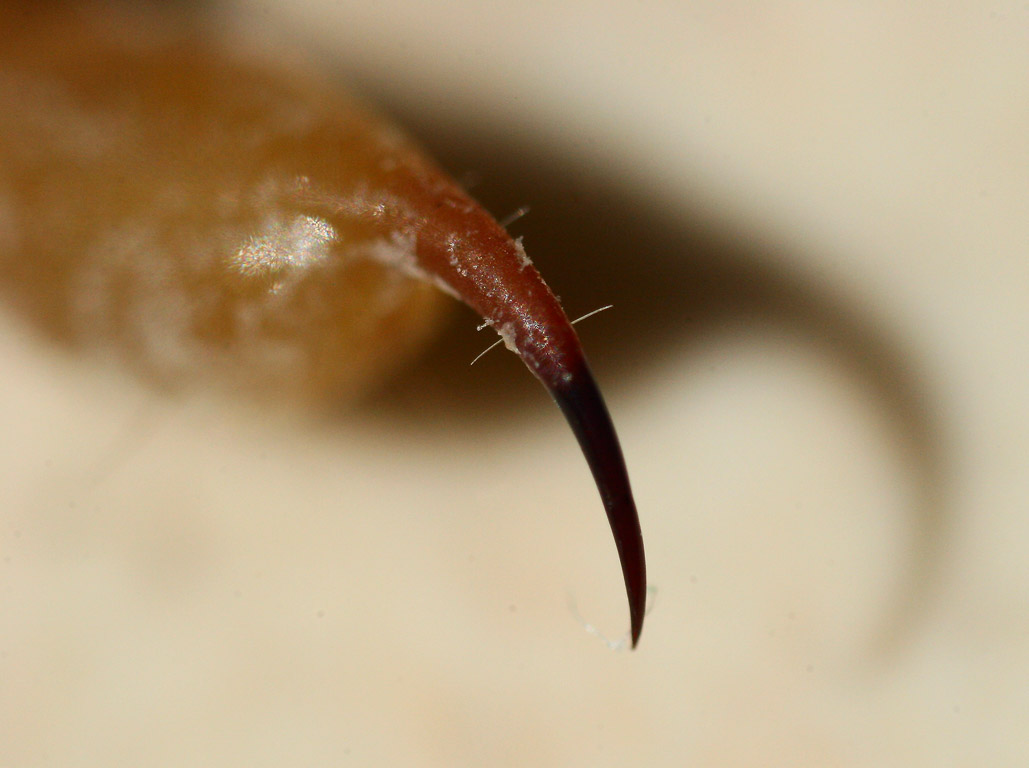
لقطة مقربة (صورة مجهرية) لشوكة عقرب أريزونا بارك.

يعدّ سم العقرب مصدر فزع للناس، وهي تستخدم السم لتخدير فرائسها وللدفاع عن نفسها ولاحظ العلماء أن العقارب التي تكون مقارضها ضعيفة تكون سميتها أقوى وأن أغلب فرائسها من اللافقاريات الصغيرة غير أن سمها أكثر تأثيراً في الثديات. ويعزى ذلك للدفاع عن نفسها من الثديات. ويتركب السم من إنزيمات ومركبات بعضها تسبب الآلام المبرحة للملسوع، ومركبات أخرى تؤثر على الجهاز العصبي، حيث تخدر الجسم وتسبب لهُ الاضطراب في التنفس وهبوط في القلب. وتبلغ الآلام والاضطرابات أشدها بعد مرور ساعة تقريباً من اللسعة، وتستمر لمدة ساعة أو ساعتين يبدأ بعدها الملسوع بالتحسن، وينتهي كل شيء بعد يومين أو ثلاثة. وتختلف حساسية الناس للسم حسب العمر والوزن، فالصغار وكبار السن أكثرهم تأثراً بالسم، فالصغار لصغر وزنهم حيث يكون تركيز السم في أجسامهم أكثر، والكبار لضعف مناعة أجسامهم. والأعراض التي تصيب الملسوع تختلف من شخص لآخر، ومنها على سبيل المثال، ارتفاع درجة الحرارة وضغط الدم أو هبوطه وزيادة في التعرق وسيلان اللعاب ونزول الدموع اللاإرادي وألم شديد في موضع اللسعة وإسهال وتقيؤ. وعند الدخول للمستشفى يعطى الملسوع المصل المضاد لسم العقرب.
تعدّ العقارب وغيرها من الكائنات الحية السامة مصدر رعب وقلق وخوف مترقب ومستمر وخاصة في الرحلات الخارجية الصحراوية ورحلات البراري. وتعيش العقارب في الأماكن الحارة فنجدها في الاودية وفي سفوح الجبال وتختفي عادة تحت الاحجار وفي شقوق الأراضي وتعيش كذلك في المنازل القديمة والمهجورة. والعقارب لها أنواع حيث يوجد أكثر من 600 نوع من العقارب في مناطق العالم وكل نوع لهُ بيئة مناسبة يستطيع أن يعيش فيها. فالجبال لها أنواع من العقارب والرمال لها أنواع، والصحاري لها أنواع والغابات والاشجار الكثيفة أيضًَا لها أنواع وكذلك المزارع لها أنواع والمناطق المهجورة لها أنواع أخرى. ويتزايد نشاطها خلال فترة الصيف وعند اشتداد الحر حيث يزداد عددها من خلال التزاوج والتكاثر.ويجب الحذر من الجحور والشقوق الأرضية لأنها قد تكون مأوى ومسكناً وملاذاً للعقارب وقد تعيش مع الضبان داخل جحورها وعلى محبي صيد الضبان الحذر من لسعات ولدغات العقارب وخاصة في الليالي المظلمة حيث أنها تختفي نهاراً وتظهر ليلاً للبحث عن غذائها وقوتها.وقد يلدغ العقرب الإنسان دون أن يراه بسهولة لهذا يجب الامتناع عن المشي بدون حذاء. مؤلم جداً وعادة ما يكون لدغ العقارب مؤلماً جداً في مكان اللدغ ويصاب مكان اللدغ باستسقاء وبرودة وانتفاخ واحمرار. كما يحدث برودة في الاطراف، وارتيكاريا، وتقيء، وانتشار وغزارة في العرق وغزارة في اللعاب، ارتفاع في ضغط الدم، غزارة في خروج السوائل من الانف، وانخفاض في ضغط الدم قلة في نبضات القلب أو يحصل كذلك سرعة في نبضات القلب، استسقاء في الرئتين ويحدث اريما بعد ساعتين إلى ثلاث ساعات من لدغ العقرب ويمكن أن يحدث وفاة بعد ساعتين إلى ثلاث ساعات.ان لدغ العقارب في المناطق الاستوائية وتحت الاستوائية ثبت انها تسبب قلة في ضربات القلب، ارتفاع ضغط الدم عند الأطفال، فشلا قلبيا واستسقاء في الرئتين، آلاما في البطن، غثيانا، تقيئا نتيجة التهاب في البنكرياس وهذا يرى أكثر في الأطفال والبالغين.
التركيب الكيميائي للسم سم العقارب عبارة عن مركبات مخلوطة ومعقدة وهي عبارة عن انزيم الفسفورلاز أ 2(A2)، انزيم استيل كوليناز يستراز، هيالورتيراز، بروتين منخفض الوزن الجزئي، احماض امينية، وسيروتونين، وسموم عصبية ومكوناتها مهمة من الناحية السريرية. مكانيكية عمل سموم العقارب تكون بأن أحد أقسام السموم العصبية يُحرّض الصوديوم الداخلي ليطول المفعول ويعمل التنبيه، وليعطي تنبيهاً للممرات Channel الصوديوم والسموم العصبية الأخرى تكون منبه ومحرضة للممرات الصوديوم. وانطلاق الموصلات العصبية فهذه الموصلات للعضلات العصبية، وهذه التأثيرات تحدث تسمم القلب وتعطي انقباضا في الاوعية الطرفية، وانخفاضا في ضغط الدم، واستسقاء في الرئتين. ان معظم اللدغات العقربية تكون نتيجتها آلاما موضعية ولدى بعض الأشخاص غير المتحسسين يحصل لهم انتفاخ وآلام حادة في مكان اللدغ.
تنتهي اعراض التسمم عادة خلال عشر ساعات وتعتمد على العمر، وبعض حالات اللدغ للاطفال الشديدة فإنها تعالج باعطاء الفينوباريتال 5 10ملجرام/كيلوجرام والتي تنتهي بعد 30ساعة.الأطفال ولدغ العقارب الأطفال وخاصة الرضع يكونون أكثر عرضة لخطورة التسمم والالم وعدم الراحة، وزيادة في اللعاب وآلام روماتزمية وتقلصات في العضلات مع تشنجات، سرعة في ضربات القلب وشلل وفشل في الجهاز التنفسي، سرعة ضربات القلب، انخفاض في ضغط الدم، خروج اللعاب الكثير وكذلك خروج الدموع الكثيرة مع كثرة التبول، التأثير على الجهاز العصبي. العلامات السريرية وتنقسم إلى أربعة أقسام وجود الألم، تعطل عمل الهيكل العظمى، وكذلك عصب الكرانيل Cranial، وعدم وضوح الرؤيا، تشويش في التفكير، زيادة في اللعاب تداخل في الكلمات، انسداد في الممرات التنفسية العلوية.أما تأثير سم العقارب على فشل وظائف الأعضاء فإنه يؤثر على عضلة القلب ويؤدي إلى فشل القلب وعدم قيامه بعمله على الوجه الأكمل وهذا بدوره يؤدي إلى احتقان واستسقاء الرئتين، وهذا ناتج عن تأثير بعض سموم العقارب السامة والخطيرة على جسم الملدوغ. كذلك يحصل تحلل الدم وفشل كلوي، موت موضعي للانسجة التي حدثت فيها اللدغة.
لدغ العقارب وتأثيره السام يؤدي إلى ازالة جميع الأعراض لبعض الأمراض مثل مرض تصلب متعدد ولمدة شهرين. المختبرات والتحاليل السمية: لا يوجد تحاليل نوعية متخصصة للمساعدة للشفاء من لدغ سموم العقارب والقضاء على فعلها السام. والاختبارات الاعتيادية في المعمل للدغات العقارب السامة تشمل عدّا كاملا لمكونات الدم، تعيين نسبة الصوديوم والبوتاسيوم والكلورايد، وتعيين الكرياتينين، وتحليل كامل البول، تعيين غازات الدم الشرياني وهذا يعطي دلالة على المشاكل التنفسية.العلاجالحالات الخطيرة من لدغ العقارب تعالج في المستشفيات المتخصصة وفي مراكز الإسعافات الأولية، اما الحالات الغير خطيرة يمكن علاجها بوضع اكياس ثلج على مكان اللدغات ويمكن اعطاء حقن مخدر موضعي واعطاء مسكنات مثل الكودايين وهذا تحت الاشراف الطبي ويجب أن نعلم أن مضادات الهيستامين ليس لها تأثير فعال في علاج لدغات العقارب. ان الأطفال الذين تحت العمر ثلاث سنوات قد يصابون بفشل تنفسي ولذلك ادخالهم وتنويمهم في المستشفيات المتخصصة ضروري لمتابعتهم واعطائهم العلاجات المناسبة. وقد يحصل لهؤلاء الوفاة إذا لم يسعفوا في الحال.
واعطاء المسكنات المخدرة قد تفاقم الحالة وتزداد معدلات الوفيات عند الأطفال ولذلك فإن الذين تبلغ اعمارهم سنة أو أكبر قليلاً يجب أن يعالجوا في العنايات المركزة للمستشفيات المتخصصة.الوقاية من الإصابة واخيراً للوقاية من مخاطر العقارب والحشرات الأخرى السامة يجب الاهتمام بنظافة المنازل والمجالس التي تقام في الأراضي المكشوفة والمزارع ومساكن العمال الذين يعملون بهذه المزارع وكذلك الغرف أو الكشكات التي تقام لبيع الأراضي أو المنتوجات الزراعية في القرى والهجر والاستراحات ويجب التخلص من النفايات والمخلفات أولاً بأول وعدم ترك ابواب المنازل مفتوحة وكذلك وضع شبك من الحديد ذي فتحات صغيرة جداً على النوافذ حتى لا تمر أو تعبر من خلاله الحشرات.
كذلك عدم ترك مخلفات البنايات حول المنازل السكنية وعدم ترك الاخشاب والمنازل المهجورة بدون رشها بالمبيدات الحشرية من وقت لآخر عدم ترك مخلفات المأكولات وكذلك ترك بواقي الخبز والعجائن الأخرى حول المنازل حتى لا تكون مأوى واغذية لهذه الحشرات. وحيث أن العقارب تخرج ليلاً لذلك ننصح استعمال الأنوار الكاشفة أو الكشاف الضوئي عند التنقل مساءً في الصحراء أو أثناء الرحلات البرية. وحيث أن العقارب تبحث عن قوتها وغذائها ليلاً فيجب عدم رمي المخلفات الاغذية عند الخيام أثناء الرحلات البرية. كما يجب استخدام عصا طويلة وضرب الأرض أثناء الخروج إلى الصحاري أو عند الرحلات البرية حتى تبتعد العقارب بعيداً عن الأشخاص، ونؤكد على أخذ حقيبة أو شنطة إسعافات أولية تحوي اربطة وشاشًا ومحلولاً مطهراً واربطة لاصقة وبعض المسكنات مثل فيفادول أو البنادول ونحاول تعليم بعض الأشخاص على طريقة الإسعافات الأولية وتدريبهم على التعامل مع لدغات العقارب والثعابين وغيرها من الحشرات السامة.

## التوزيع الجغرافي
تعيش بعض العقارب في المناطق الرطبة وتوجد في المناطق الاستوائية وشبة المناطق الاستوائية في العالم، بينما يعيش سواها في المناطق الصحراوية الجافة. تتركز العقارب في الأماكن الرطبة والجافة والصحارى والغابات. وكل نوع من العقارب له مناخ دقيق.

## الأشعة فوق البنفسجية
تتميز العقارب بألوان بنيه على اختلاف درجاتها، من البني الداكن جدا إلى الصفرة ويوجد على جسمه بقع داكنة وقد تكون على شكل أشرطة طويلة. تعكس أجسام العقارب بعض درجات الأشعة فوق البنفسجية
نتيجة لوجود مركبات الفلورسنت على الطبقة المغطية لأجسامها.

## التصنيف
عدد أنواع العقارب أقل بكثير من العناكب، وهي تعيش في المناطق الاستوائية الحارة على وجه العموم مع أن بعض الأنواع الصغيرة تعيش في جنوبي أوروبا، يوجد منها أنواع كثيرة تصل إلى تسعة عشرة نوع لكن أشهرها وأكثرها تواجداً هي:
1-العقرب الشيطاني ذو الذيل المخطط.
2-العقرب الأسود.
3-العقرب الشيطاني النحيل.

### الأنواع السامه جدا
من داخل النظام العقرب الأنواع خطرة جدا للإنسان، ولكن بصفة عامة معظم الأنواع الموجودة في العالم ليست أكثر خطورة من ألم حاد أو الحساسية المحلية. ومن الواضح انه بقدر كبير من العناية يجب أن تؤخذ قبل اللقاء مع هذه الحيوانات لأنه إذا كان لا أحد من الخبراء لا يمكن أن تتحقق ما إذا كانت الأنواع المهدده بالانقراض أو العكس ليس في الحياة. تمتلك العقارب في المكسيك 7 أنواع من السموم الفتاكه للبشر في أوروبا واحدا فقط هو خطير ولكن ليس مميت.

## حكم أكل العقرب
رأى الحنفية والشافعية والحنابلة وبعض المالكية أنه لا يجوز أكل العقرب لأنه حشرة ولأنه يحتوي على سمّ، ورأى بعض المالكية أنه يجوز أكله مع الكراهة.